# Краудтестинг
Краудтестинг (англ. crowdtesting, crowd — «толпа» и testing — «тестирование») — привлечение к задачам обеспечения качества продукта широкого круга лиц для использования их творческих способностей, знаний и опыта по типу субподрядной работы на добровольных началах с применением инфокоммуникационных технологий (как правило, специализированные крауд-платформы).
Термин «crowdtesting» возник от термина «краудсорсинг», который был предложен в 2006 году Джефом Хоуи (англ. Jeff Howe) и Марком Робинсоном (англ. Mark Robinson) для описания аутсорсинговой части работы, проводимой группой добровольцев.

## Что такое краудтестинг
Краудтестинг — это использование участников онлайн-сообщества в проектах оценки качества клиентского опыта при взаимодействии с цифровым каналом (мобильное приложение, веб-сайт, любой другой цифровой сервис), привлекаемых посредством специализированных технологических платформ для оценки качества клиентского опыта при взаимодействии с цифровым продуктом или каналом. Этот подход является развитием и следующим уровнем зрелости бета-тестирования.
Краудтестинг может быть проведен на разных стадиях разработки ПО, начиная с оценки идей (даже до появления прототипа решения) вплоть до финальной проверки функционирущей бета-версии или уже выпущенного в продуктив решения. Сложность задач по тестированию качества, оценке usability, проверке идей/прототипов, сравнения с конкурентами, end to end тестирования которые можно решить с помощью данного подхода, почти не ограничена.
Если при традиционном аутсорсинге тестировщики являются сотрудниками компании-подрядчика, то при краудтестинге тестирование осуществляют независимые представители онлайн-сообщества. Краудтестинг может быть использован для тестирования любого вида программного обеспечения, но наиболее эффективен он при тестировании решений, ориентированных на конечного потребителя (user-centric) и предназначенных для массового использования, главное отличие которых прежде всего в том, что они должны правильно выполняться на любом пользовательском устройстве, в любое время и в любом месте.
Краудтестинг доказывает свою эффективность в различных индустриях — финансовый сектор, телекоммуникации, ритейл, нефтяной сектор, производство и др. — для любой компании, имеющей решения, ориентированные на конечного потребителя (user-centric) и предназначенные для массового использования, так как высокое качество клиентского опыта — это основное конкурентное преимущество. Краудтестинг применяется лидерами индустрии, с высоким уровнем зрелости, которые системно подходят к вопросу качества клиентского опыта и занимаются его постоянным контролем и улучшением, так как это критически важно для рынка. Многие компании Европы используют краудтестинг как Quality Gate — центр проверки готовности релизов веб-сайта, мобильного приложения к запуску как наиболее экономически эффективный способ решения этой проблемы.

## Основные преимущества краудтестинга
1) Тестирование целевой группой.
Доступ к практически неограниченной онлайн-аудитории, недостижимой при использовании классических подходов к обеспечению качества, будь то in-house или outsource/outstaff тестирование. За счет краудтестинга у клиента появляется возможность привлечь любой круг экспертов и рядовых пользователей для тестирования своего цифрового продукта или канала.
2) Мультиплатформенность.
Интернет-сообщество уже располагает различными комбинациями устройств, операционных систем и браузеров. Это позволяет проверить, что цифровой продукт корректно функционирует на разных платформах, которые отличаются используемыми операционными системами, размерами экрана, установленными браузерами, разными пользовательскими приложениями и др.
3) Тестирование в реальных (естественных) условиях.
Возможность проверки качества и работоспособности продукта в условиях реальной жизни, а не лабораторных условиях. Проведя лабораторное тестирование в идеальных условиях стабильного офисного wifi, когда работу приложения (и тестировщика) не прерывают входящие звонки, смс или уведомления из соц.сетей, полностью заряжен аккумулятор, нельзя быть на 100 % уверенным, что в реальной жизни, в условиях внешних прерываний, проблем с покрытием и тд, все пойдет так же гладко.
4) Скорость тестирования и масштабируемость.
Применение краудтестинга позволяет сделать процесс тестирования более гибким, обеспечивая возможность работы с большими перепадами по загрузке на проектах. На краудтестинговых платформах зарегистрированы тысячи пользователей, живущих в разных часовых поясах, то есть доступных в любой момент времени. Поскольку процесс тестирования отличается быстротой и гибкостью, его можно интегрировать в существующие производственные циклы, в том числе, в agile разработку.